# Jim Svenøy

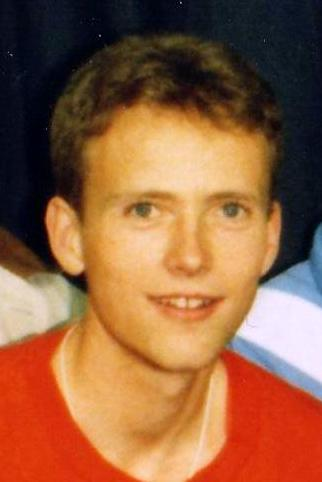
Jim Svenøy 1994

Jim Svenøy (* 22. April 1972 in Molde) ist ein norwegischer Hindernisläufer.
Dreimal nahm er an Olympischen Spielen teil: 1996 in Atlanta wurde er Achter, 2000 in Sydney Neunter, und 2004 in Athen schied er im Vorlauf aus.
Bei den Weltmeisterschaften schied er 1993 in Stuttgart im Vorlauf aus, erreichte 1995 in Göteborg das Halbfinale und wurde 1997 in Athen Siebter. 1999 in Sevilla scheiterte er ebenso im Vorlauf wie 2001 in Edmonton.
Bei den Europameisterschaften wurde er 1994 in Helsinki Siebter, gewann 1998 in Budapest Bronze und schied 2002 in München im Vorlauf aus.
Von 1993 bis 2004 wurde er zwölfmal in Folge norwegischer Meister im 3000-Meter-Hindernislauf. Außerdem errang er 1992 den nationalen Titel über 1500 Meter und 1996 den über 5000 Meter.

## Persönliche Bestzeiten
- 1500 m: 3:40,49 min, 26. Juni 1999, Dortmund
- 1 Meile: 3:58,74 min, 22. Juli 1994, Oslo
- 3000 m: 7:45,37 min, 23. Mai 1998, Florø
- 5000 m: 13:37,18 min, 26. Mai 1996, Eugene
- 10.000 m: 28:42,29 min, 10. April 1999, Barakaldo
- Halbmarathon: 1:05:54 h, 15. März 2008 Den Haag
- Marathon: 2:22:28 h, 13. April 2008, Rotterdam
- 2000 m Hindernis: 5:26,18 min, 24. Mai 1999, Fræna (norwegischer Rekord; Stand Januar 1010)
- 3000 m Hindernis: 8:12,05 min, 22. August 1997, Brüssel (norwegischer Rekord; Stand Januar 1010)